# 2003年度四台聯頒音樂大獎得獎名單
2003年度四台聯頒音樂大獎

## 歌曲大獎
- 頒發場合：新城勁爆頒獎禮
- 歌曲：十面埋伏
- 歌手：陳奕迅
- 作曲：Eric Kwok
- 作詞：黃偉文

## 大碟大獎
- 頒發場合：叱吒樂壇流行榜頒獎典禮
- 大碟：十號
- 歌手：梁漢文
- 監製：雷頌德、伍樂城、王雙駿、陳輝陽

## 卓越表現大獎
- 頒發場合：十大中文金曲頒獎音樂會
- 金獎：Twins
- 銀獎：關心妍
- 銅獎：何韻詩

## 傳媒大獎
- 頒發場合：十大勁歌金曲頒獎典禮
- 歌手：Twins、容祖兒
- 作曲家：雷頌德
- 填詞家：林夕